# فيليب ديجنان
فيليب ديجنان (بالإنجليزية: Philip Deignan)‏ مواليد 7 سبتمبر 1983 في مقاطعة دونيجال، جمهورية أيرلندا، هو دراج أيرلندي في صنف سباق الدراجات على الطريق. شارك في دورة الألعاب الأولمبية الصيفية.

## سجل النتائج

### سباقات أو مراحل فاز بها
| التاريخ        | السباق                    | المركز                   |
| -------------- | ------------------------- | ------------------------ |
| 03 يوليو 2005  | طواف دوبس 2005            | الفائز في التصنيف العام  |
| 06 سبتمبر 2008 | دويتشلاند تور 2008        | الثامن في تصنيف أفضل شاب |
| 20 سبتمبر 2009 | طواف إسبانيا 2009         | التاسع في التصنيف العام  |
| 05 مايو 2013   | طواف غيلا 2013            | الفائز في التصنيف العام  |
| 19 مايو 2013   | طواف كاليفورنيا 2013      | التاسع في التصنيف العام  |
| 16 يونيو 2013  | تور دي بوس 2013           | المركز الثاني            |
| 25 أغسطس 2013  | يو إس إيه برو تشالنج 2013 | العاشر في التصنيف العام  |
| 22 يونيو 2014  | طواف سويسرا 2014          | الخامس في تصنيف الجبال   |
| 09 أغسطس 2014  | طواف بولندا 2014          | السابع في التصنيف العام  |
| 03 مايو 2015   | طواف يوركشاير 2015        | الخامس في التصنيف العام  |

### المراكز
- حقق المركز الـ 9 في طواف إسبانيا 2009
- حقق المركز الـ 6 في طواف يوتا 2013
- حقق المركز الـ 9 في طواف كاليفورنيا 2013
- حقق المركز الـ 7 في طواف بولندا 2014
- حقق المركز الـ 5 في طواف يوركشاير 2015

## روابط خارجية
- فيليب ديجنان على موقع الاتحاد الدولي للدراجات (الإنجليزية)
- فيليب ديجنان على موقع أرشيف الدراجات (الإنجليزية)
- فيليب ديجنان على موقع إحصائيات الدراجات الإحترافية (الإنجليزية)
- فيليب ديجنان على موقع نسبة الدراجات (الإنجليزية)
- فيليب ديجنان على موقع CycleBase (الإنجليزية)
- فيليب ديجنان على موقع أوليمبيديا (الإنجليزية)
- فيليب ديجنان على موقع دورة ألعاب الكومنولث 2006 (مؤرشف) (الإنجليزية)
- Philip Deignan profile